# Cindy Bruna
Cindy Bruna, née le 27 septembre 1994, est une mannequin et actrice française. Elle défile notamment pour Jean-Paul Gaultier, Pierre Balmain, Elie Saab, et est la première femme métisse à décrocher un contrat d'exclusivité Calvin Klein.

## Biographie

### Jeunesse et débuts
Elle est née à Saint-Raphaël, dans le Var, d'un père franco-italien et d'une mère congolaise de la République du Congo (Brazzaville),. En 2011, à seize ans, alors qu’elle prépare le bac et envisage une carrière d’experte-comptable, elle est découverte sur une plage de sa ville natale par Dominique Savri, qui est restée son agent depuis : « Des jeunes jouaient au volley-ball, j'ai vu ses jambes, son regard, son sourire, et je suis allée lui parler. Cindy n'était pas trop intéressée, elle adorait les maths et prévoyait de devenir prof ou expert comptable. Sa mère voulait surtout qu'elle passe son bac et l'ait avec mention ». Elle se voit proposer par l’agence Metropolitan une autre carrière. Elle part vivre à Paris malgré les réticences de ses parents, et passe des castings, en particulier un concluant chez Azzedine Alaïa. En 2013, elle s'envole pour New York,. 

### Carrière
En 2012, elle est la première mannequin noire ayant l'exclusivité pour Calvin Klein,. Elle participe en 2013 au Victoria's Secret Fashion Show. En 2014, elle est retenue pour une campagne de Prada, quatrième modèle noire pour cette marque après Naomi Campbell, Jourdan Dunn et Malaika Firth.
Elle fait la couverture de plusieurs magazines de mode : Vogue Italia, Marie Claire Italy, Glass, Crash Magazine, etc.
Elle participe également à des défilés de mode : Alexander McQueen, Anna Sui, Antonio Berardi, Balmain, Blumarine, Bottega Veneta, Michael Kors, Bouchra Jarrar, Calvin Klein, Carolina Herrera, Chanel, Diane von Fürstenberg, Donna Karan, Elie Saab, Ermanno Scervino, Etam, Giambattista Valli, Giorgio Armani, Givenchy, Hervé Léger, Issey Miyake, Jason Wu, Jean-Paul Gaultier, Jeremy Scott, Matthew Williamson, Maxime Simoëns, Moschino, Philipp Plein, Ralph Lauren, Roland Mouret, Stella McCartney, Temperley, Topshop, Victoria's Secret, Vionnet, Vivienne Westwood, Zac Posen, Zuhair Murad, House of Holland, Reem Acra, John Rocha et Mary Katrantzou.
Elle a aussi participé au défilé Victoria's Secret en 2018. En 2019, elle devient la nouvelle égérie de la marque MajesticFilatures, succédant à Lara Stone.
Elle s'implique par ailleurs contre les violences faites aux femmes via l'association Solidarité Femmes. 
En juin 2022, son livre autobiographique Le Jour où j’ai arrêté d’avoir peur, paru aux éditions HarperCollins, sort en librairie. Elle y raconte quelques passages de son enfance, pendant lesquels sa mère est victime de violences physiques de la part de son compagnon de l'époque.

## Filmographie

### Télévision
- 2024 : Cat's Eyes d'Alexandre Laurent : capitaine Gwen Assaya

### Cinéma
- 2025 : French Lover de Nina Rives : Léna
- 2025 : Prosper de Yohann Gloaguen : Anissa